# Železniční nehoda ve Kbelích
Železniční nehoda ve Kbelích se stala 20. prosince 1943 na jednokolejné trati mezi zastávkou Praha-Kbely a nádražím Praha-Satalice u přejezdu ulice Hornopočernická.

## Nehoda
Před šestou hodinou ranní se na 14,9 kilometru u železničního přejezdu silnice ze Kbel do Satalic stala tragická železniční nehoda. Čelně se zde srazily dva osobní vlaky č. 1111 a 1160, které svážely pracující do vysočanských, letňanských a čakovických továren. Při srážce zemřelo na místě 23 osob a 110 jich bylo zraněno, dalších 19 osob zemřelo později v nemocnicích na následky zranění.

### Příčina nehody
Příčinou srážky bylo nedorozumění na výhybně, která byla ten den nově otevřena společně se zastávkou Praha-Kbely. Vina byla na straně výpravčího z železniční stanice Kbely.

### Souvislosti
- Tragická nehoda se stala v době protektorátu a mezi lidmi ve vlaku byli i totálně nasazení, kteří pracovali v pražských továrnách. Vlaky byly v této ranní hodině plně obsazeny a proto počet zemřelých a zraněných je vysoký. Pohřbu obětí, který se konal ve Vinoři, se zúčastnili i tehdejší protektorátní ministři Bienert a Moravec a nad rakvemi směl promluvit pouze římskokatolický kněz.[1]

- Kvůli stavbě nové kbelské stanice roku 1943 byla zbourána 21. kaple poutní cesty do Staré Boleslavi.[1]

- Vlakové neštěstí inspirovalo Bohumila Hrabala, který se o něm zmínil ve své knize Ostře sledované vlaky. Umístil jej však do lokality Skály mezi Satalicemi a odbočkou  Skály z trati z Prahy do Nymburka.[2]